# Fritz Scheibler Motorwagenfabrik
Die Fritz Scheibler Motorwagenfabrik war ein deutscher Hersteller von Automobilen und Nutzfahrzeugen, der zwischen 1900 und 1913 in Aachen ansässig war.

## Geschichte

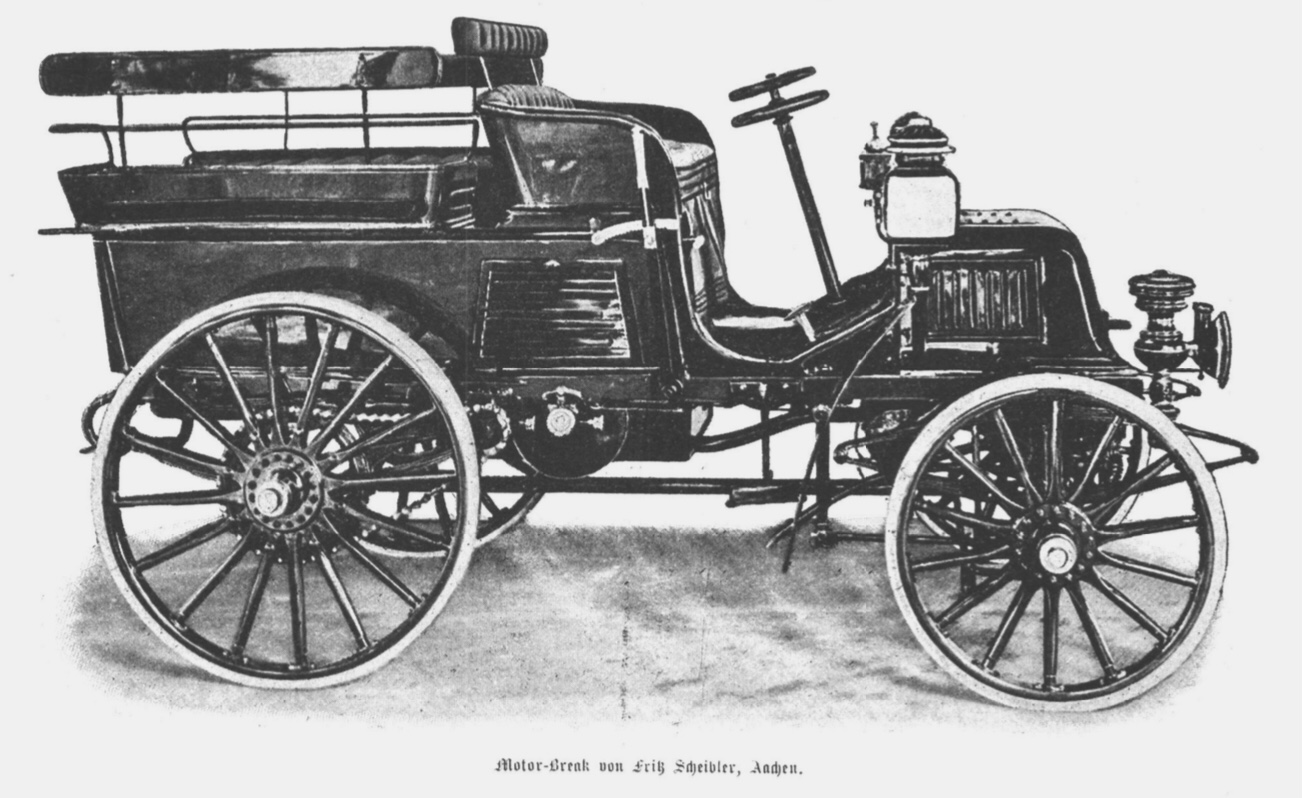
Fritz Scheibler Break

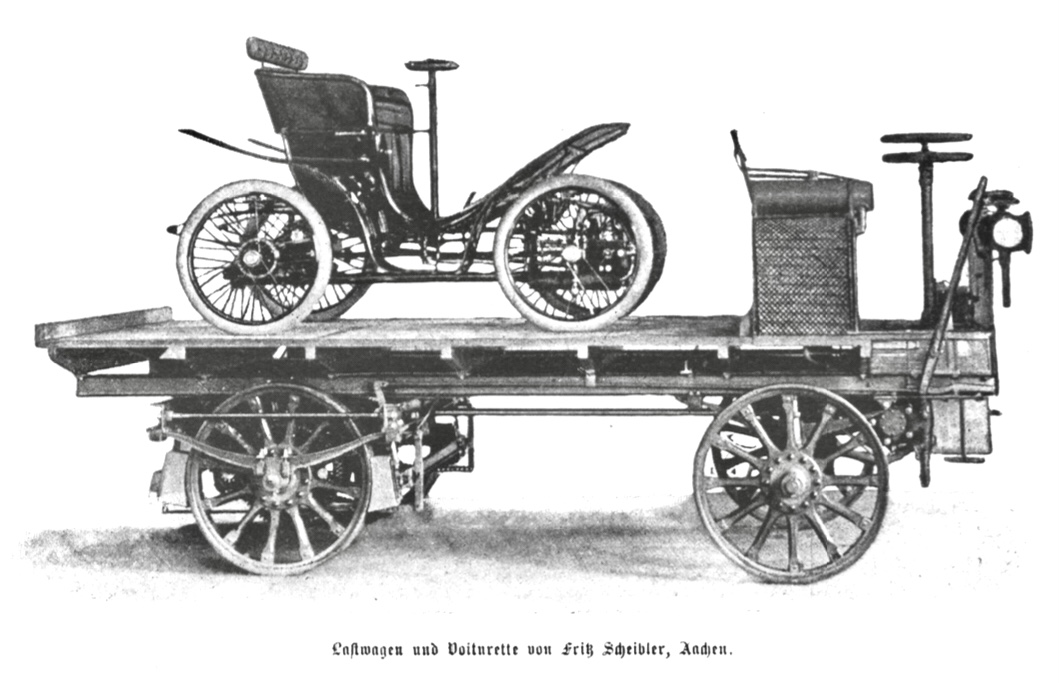
Fritz Scheibler LKW mit Voiturette

Das Unternehmen wurde im Jahr 1900 von Fritz Scheibler (1845–1921) und seinem Sohn Kurt (* 1875) als Fritz Scheibler Motorenfabrik AG mit der Rechtsform einer Aktiengesellschaft in Aachen gegründet. Gegenstand des Unternehmens war die Herstellung und der Vertrieb von Motoren, Motor-Lastwagen und Motor-Omnibussen. Seit 1875 besaß der Unternehmer und Ingenieur Fritz (Friedrich Jacob) Scheibler, Nachkomme aus der Monschauer Unternehmerfamilie Scheibler und Bruder des Chemikers Carl Scheibler, bereits eine Maschinenfabrik an der Bachstraße in Aachen, die er aufgrund des Erfolges vergrößern und um einen neuen Geschäftszweig erweitern wollte.
Gebaut wurden Personen- und Lastwagen, wobei Scheibler alle Teile im eigenen Haus herstellte. Die Fabrik Scheibler lieferte ihre selbst entwickelten Personenwagen hauptsächlich nach Großbritannien. Konstrukteur war Willy Seck, der schon 1896/1897 einen Wagen mit Reibradantrieb entworfen hatte. Für das in diesen Jahren gebaute 10-PS-Modell mit 2-Zylinder-Boxermotor wurde Scheibler auf der Frankfurter Automobilausstellung im Jahr 1900 mit einer Goldmedaille ausgezeichnet. Ab 1903 verschwanden die Fahrzeuge mit Reibradantrieb und wurden durch solche mit Stirnradgetrieben ersetzt.

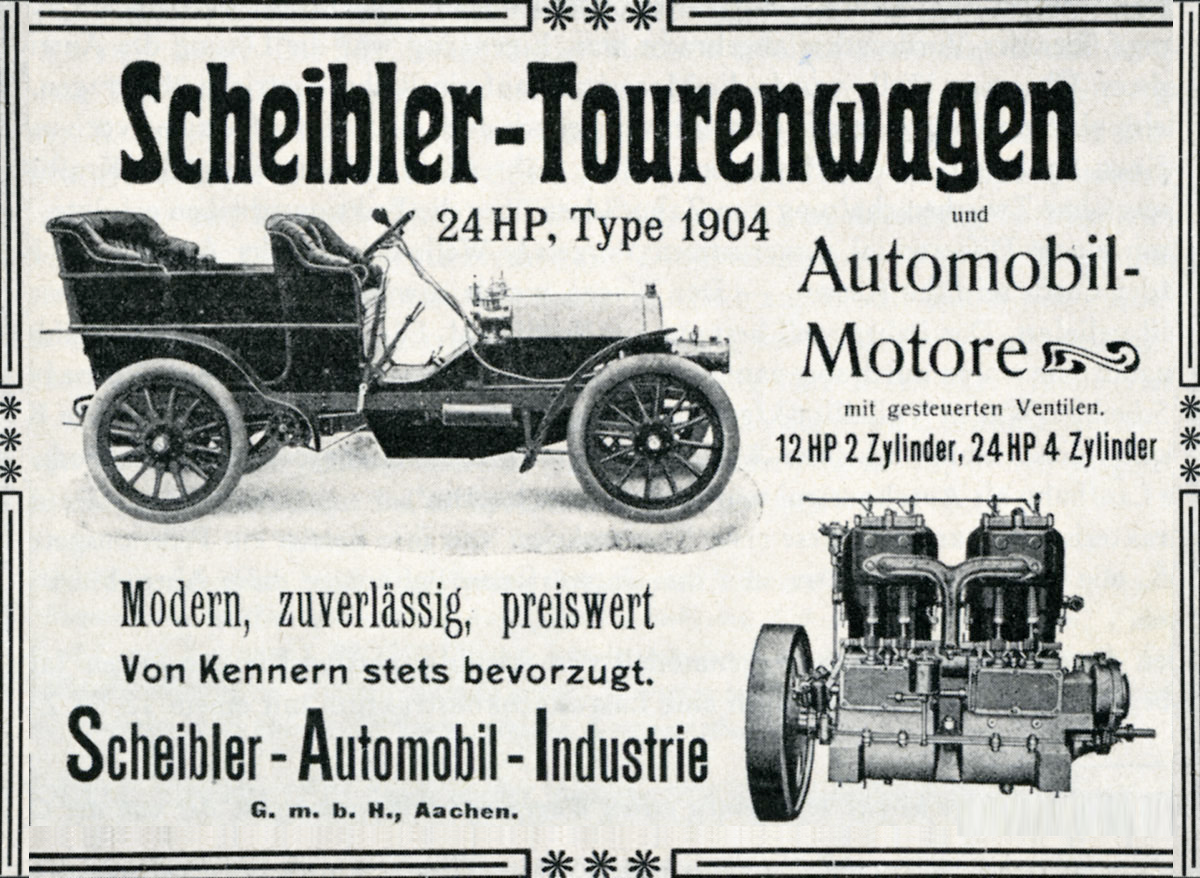
Scheibler Tourenwagen 24 HP 1904

Bereits 1901 entstanden die ersten Lastkraftwagen und Omnibusse unter dem Markennamen Scheibler mit flüssiggekühltem 12-PS-Reihen-Vierzylinder-Ottomotor und Batteriezündung. Im Jahr 1902 wurden bereits größere 40-PS-Motoren und Zahnradgetriebe in die Lkw eingebaut. Etwas später um 1904 begann auch die Herstellung von Personenkraftwagen, die sich jedoch von Anbeginn weniger gut als die Lastwagen verkauften.

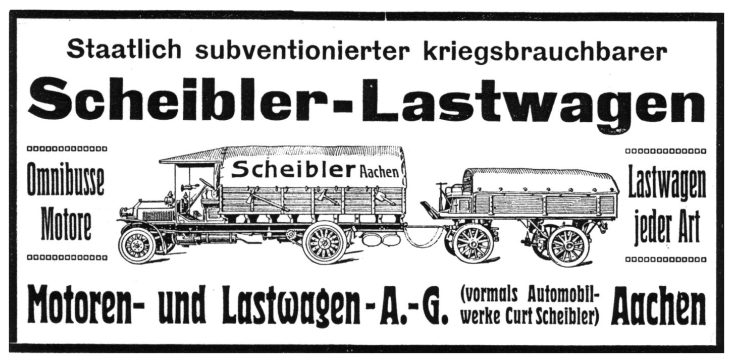
Scheibler Lastkraftwagen im Verkauf von MULAG Motoren- und Lastwagen AG 1909

Im Jahr 1905 musste die Fritz Scheibler Motorenfabrik aufgrund wirtschaftlicher Schwierigkeiten einen Vergleich anmelden, sie wurde aber unter dem Namen Scheibler Automobil-Industrie GmbH neu gegründet. Bereits 1907 musste der Personenkraftwagenbau wegen zu geringer Verkaufszahlen wieder eingestellt werden. Stattdessen stellte man unter dem Namen Mulag ausschließlich Nutzfahrzeuge her. Im gleichen Jahr wurde die Motorwagenfabrik Hüttis & Hardebeck übernommen. Der Lkw Typ L 56 wurde ab 1907 für einige Jahre gebaut und hatte 6 Tonnen Nutzlast. Er konnte zwei Anhänger zu je 2 t Nutzlast ziehen. Er hatte Magnetzündung, Lederkonuskupplung, 4-Gang-Getriebe und ein Differential statt Kettenantrieb.
Im Jahr 1913 wurde Scheibler seinerseits von Mannesmann aufgekauft. Die Wagen hießen seitdem Mannesmann-MULAG.
Ein erhalten gebliebenes Fahrzeug von 1902 wurde 1982 bei einer Veteranenfahrt eingesetzt.

## Pkw-Modelle
| Modell   | Bauzeitraum | Zylinder | Hubraum  | Leistung       |
| -------- | ----------- | -------- | -------- | -------------- |
| 10 PS    | 1900–1903   | 2 Boxer  |          | 10 PS (7,4 kW) |
| 24/30 PS | 1904–1905   | 4 Reihe  | 4241 cm³ | 30 PS (22 kW)  |
| 35/40 PS | 1904–1905   | 4 Reihe  | 6872 cm³ | 40 PS (29 kW)  |
| 12 PS    | 1906        | 2 Reihe  | 2206 cm³ | 12 PS (8,8 kW) |
| 5 PS     | 1907        | 1        | 864 cm³  | 5 PS (3,7 kW)  |